# ويليس روبرتس
ويليس روبرتس (بالإنجليزية: Willis Roberts)‏ هو لاعب كرة قاعدة دومينيكاوي، ولد في 19 يونيو 1975 في سان كريستوبال في جمهورية الدومينيكان.

## وصلات خارجية
- ويليس روبرتس على موقعبيزبول رفرنس.كوم (الدوري الرئيسي) (الإنجليزية)